# Verrucaria meridionalis
Verrucaria meridionalis är en lavart som beskrevs av P. M. McCarthy. Verrucaria meridionalis ingår i släktet Verrucaria och familjen Verrucariaceae.   Inga underarter finns listade.